# Familia Trudeau
La familia Trudeau es una familia canadiense, originaria del período colonial francés, en lo que hoy es Quebec. La familia es ampliamente conocida en Canadá por su influencia en la vida política. Los miembros han sido partidarios del Partido Liberal de Canadá.
El apellido de la familia Trudeau se remonta a Marcillac-Lanville, Francia en el siglo XVI, y a Robert Truteau (1544-1589). El linaje en América del Norte fue establecido por Étienne Truteau (1641-1712), en lo que ahora es Longueuil (de la provincia de Quebec), quien llegó a Canadá en 1659.

## Lista de miembros
En negrita, actualmente vivo/a.
- Joseph Trudeau (1848-1919), propietario de una granja canadiense
- Charles-Émile Trudeau (1887-1935), empresario canadiense y padre del primer ministro canadiense Pierre Trudeau
- Pierre Trudeau (1919–2000), decimoquinto primer ministro de Canadá (1968–1979 y 1980–1984)
  - Margaret Trudeau (n. 1948), esposa divorciada de Pierre Trudeau
- Justin Trudeau (n. 1971), vigésimo tercer primer ministro de Canadá (2015-presente), hijo de Pierre Trudeau y Margaret Trudeau
  - Sophie Grégoire Trudeau (n. 1975), esposa de Justin Trudeau
- Alexandre Trudeau (n. 1973), cineasta canadiense, hijo de Pierre y Margaret
- Michel Trudeau (1975-1998), hijo de Pierre y Margaret, que murió en una avalancha

### Otros familiares
- James Sinclair (1908-1984), abuelo materno de Justin Trudeau, padre de Margaret Trudeau
- William Farquhar (1774–1839), primer residente británico de Singapur, quinto bisabuelo de Justin Trudeau

## Cargos ocupados

### Pierre Trudeau
| Cargo                                                | Periodo                                                                           |
| ---------------------------------------------------- | --------------------------------------------------------------------------------- |
| Primer ministro de Canadá                            | 20 de abril de 1968 - 4 de junio de 1979 3 de marzo de 1980 - 30 de junio de 1984 |
| Líder del Partido Liberal de Canadá                  | 6 de abril de 1968 - 16 de junio de 1984                                          |
| Ministro de Justicia y Fiscal General de Canadá      | 4 de abril de 1967 - 5 de julio de 1968                                           |
| Presidente del Consejo Privado de la Reina de Canadá | 11 de marzo de 1968 - 1 de mayo de 1968                                           |
| Miembro del parlamento canadiense                    | 8 de noviembre de 1965 - 30 de junio de 1984                                      |

### Justin Trudeau
| Cargo                                               | Periodo                                      |
| --------------------------------------------------- | -------------------------------------------- |
| Primer ministro de Canadá                           | 4 de noviembre de 2015 - presente            |
| Líder del Partido Liberal de Canadá                 | 14 de abril de 2013 - presente               |
| Ministro de Asuntos Intergubernamentales y Juventud | 4 de noviembre de 2015 – 18 de julio de 2018 |
| Miembro del parlamento canadiense                   | 14 de octubre de 2008 - 28 de abril de 2025  |